# إف. كارول بروستر
إف. كارول بروستر هو سياسي أمريكي، ولد في 1825 في فيلادلفيا في الولايات المتحدة، وتوفي في 1898 في شارلوت في الولايات المتحدة. نشط حزبياً في الحزب الجمهوري.